# Johann I. von Montfort

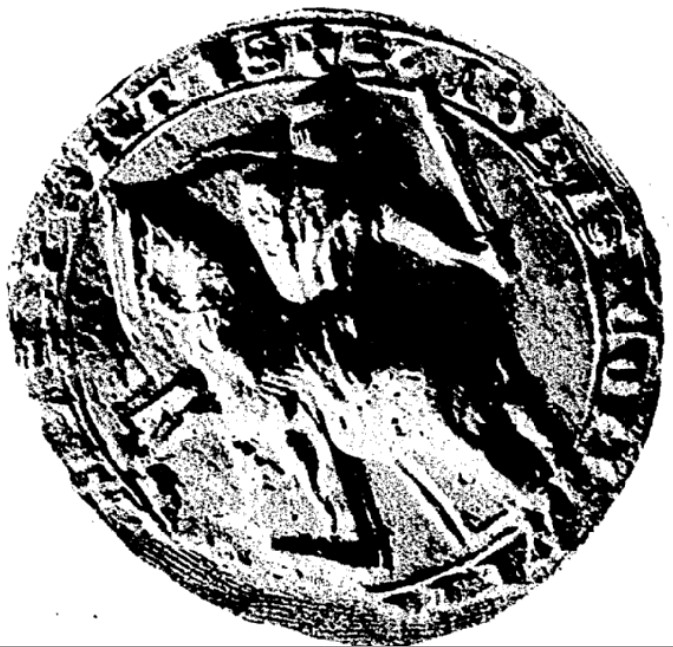
Siegel Johanns I. von Montfort

Johann I. von Montfort († vor April 1249 auf Zypern) war ein Graf von Montfort-l’Amaury. Er war ein Sohn des Grafen Amalrich VII. von Montfort und dessen Ehefrau Beatrix von Viennois.
Johann folgte seinem 1241 verstorbenen Vater als Graf nach. Er nahm 1248 am Sechsten Kreuzzug unter König Ludwig IX. von Frankreich nach Ägypten teil. Dabei starb er aber schon während der Überwinterung des Heeres auf Zypern im Frühjahr 1249. Seine sterblichen Überreste wurden in die Heimat überführt und im Kloster Hautes-Bruyères begraben.
Johann war seit dem März 1248 verheiratet mit Johanna von Châteaudun, Herrin von Château-du-Loir, einer Tochter des Vizegrafen Gottfried VI. von Châteaudun. Das Paar hatte eine Tochter:
- Beatrix († 1311), ⚭ 1260 Graf Robert IV. von Dreux

Seine Witwe heiratete später Johann von Akkon († 1296), einen Sohn Johanns von Brienne, König von Jerusalem.